# USS Reuben James (DE-153)
USS Reuben James (DE-153) là một tàu hộ tống khu trục lớp Buckley được Hải quân Hoa Kỳ chế tạo trong Chiến tranh Thế giới thứ hai. Nó là chiếc tàu chiến thứ hai của Hải quân Mỹ được đặt cái tên này, theo tên Reuben James (1776–1838), một hạ sĩ quan từng chiến đấu dũng cảm trong cuộc Chiến tranh Barbary. Nó đã phục vụ trong chiến tranh cho đến khi chiến tranh kết thúc, xuất biên chế năm 1947 và phục vụ vào việc thử nghiệm chất nổ trước khi bị đánh chìm như một mục tiêu năm 1971.

## Thiết kế và chế tạo
Những chiếc thuộc lớp tàu hộ tống khu trục Buckley có chiều dài chung 306 ft (93 m), mạn tàu rộng 37 ft 1 in (11,30 m) và độ sâu mớn nước khi đầy tải là 11 ft 3 in (3,43 m). Chúng có trọng lượng choán nước tiêu chuẩn 1.400 tấn Anh (1.400 t); và lên đến 1.740 tấn Anh (1.770 t) khi đầy tải. Hệ thống động lực bao gồm hai turbine hơi nước General Electric công suất 13.500 mã lực (10.100 kW), dẫn động hai máy phát điện công suất 9.200 kilôwatt (12.300 hp) để vận hành hai trục chân vịt;  công suất 12.000 hp (8.900 kW) cho phép đạt được tốc độ tối đa 23 kn (26 mph; 43 km/h), và có dự trữ hành trình 6.000 nmi (6.900 mi; 11.000 km) khi di chuyển ở vận tốc đường trường 12 kn (14 mph; 22 km/h).
Vũ khí trang bị bao gồm ba pháo 3 in (76 mm)/50 cal trên tháp pháo nòng đơn có thể đối hạm hoặc phòng không, một khẩu đội 1,1 inch/75 caliber bốn nòng và tám pháo phòng không Oerlikon 20 mm. Vũ khí chống ngầm bao gồm một dàn súng cối chống tàu ngầm Hedgehog Mk. 10 (có 24 nòng và mang theo 144 quả đạn); hai đường ray Mk. 9 và tám máy phóng K3 Mk. 6 để thả mìn sâu. Khác biệt đáng kể so với lớp Evarts dẫn trước là chúng có thêm ba ống phóng ngư lôi Mark 15 21 inch (533 mm). Thủy thủ đoàn đầy đủ bao gồm 186 sĩ quan và thủy thủ.
Reuben James được đặt lườn tại Xưởng hải quân Norfolk ở Portsmouth, Virginia vào ngày 7 tháng 9, 1942. Nó được hạ thủy vào ngày 6 tháng 2, 1943; được đỡ đầu bởi bà Oliver Hiram Ward, chắt gái của hạ sĩ quan Reuben James, và nhập biên chế vào ngày 1 tháng 4, 1943 dưới quyền chỉ huy của Hạm trưởng, Thiếu tá Hải quân Frank Daniel Giambattista.

## Lịch sử hoạt động
Thoạt tiên đặt căn cứ tại Miami, Florida, Reuben James hoạt động tuần tra và phục vụ huấn luyện hộ tống vận tải và chống tàu ngầm. Đến tháng 3, 1944, nó chuyển cảng nhà đến Norfolk, Virginia, rồi sang tháng 6 đã hộ tống một đoàn tàu vận tải đi từ New York đến Norfolk. Từ ngày 13 tháng 7 đến ngày 7 tháng 11, nó hoàn tất ba chuyến hộ tống vận tải khứ hồi vượt Đại Tây Dương từ các cảng Hoa Kỳ đến các cảng trong khu vực Địa Trung Hải. Trong chuyến đi đầu tiên hướng sang phía Đông, đoàn tàu vận tải của nó bị chín máy bay ném bom Đức tấn công ngoài khơi Algeria vào ngày 1 tháng 8; các khẩu pháo phòng không của nó đã bắn rơi một máy bay đối phương.
Quay trở về Boston sau chuyến đi sau cùng vào ngày 7 tháng 11, Reuben James tham gia một đội tuần tra tìm-diệt tàu ngầm hoạt động tại vùng biển Bắc Đại Tây Dương. Hoạt động tại khu vực phía Nam Newfoundland vào ngày 19 tháng 4, 1945, nó đã chứng kiến sự kiện tàu hộ tống khu trục chị em Buckley (DE-51) đánh chìm tàu ngầm U-boat Đức U-879.
Đi đến Houston, Texas vào ngày 4 tháng 7, Reuben James được cải biến thành một tàu hộ tống khu trục cột mốc radar; và sau khi công việc hoàn tất vào ngày 25 tháng 11, nó được sử dụng tại khu vực Đại Tây Dương và vùng biển Caribe, đặt căn cứ tại Norfolk, Virginia. Con tàu được cho xuất biên chế vào ngày 11 tháng 10, 1947, và được đưa về Hạm đội Dự bị Đại Tây Dương.
Đang khi vẫn trong thành phần dự bị, Reuben James được xếp lại lớp với ký hiệu lườn mới DER-153 vào năm 1949, rồi quay trở lại ký hiệu lườn cũ DE-153 vào năm 1954; tuy nhiên con tàu không bao giờ được đưa ra phục vụ trở lại. Tên nó được cho rút khỏi danh sách Đăng bạ Hải quân vào ngày 30 tháng 6, 1968, và lườn tàu được sử dụng trong thử nghiệm chịu đựng chất nổ từ năm 1968 đến năm 1971. Cuối cùng nó bị đánh chìm như một mục tiêu vào ngày 1 tháng 3, 1971.

## Phần thưởng[1]
|  |  |  |
|  |  |  |

| Dãi băng Hoạt động Tác chiến (truy tặng) |                                                    |                                      |
| Huân chương Chiến dịch Hoa Kỳ            | Huân chương Chiến dịch Châu Âu-Châu Phi-Trung Đông | Huân chương Chiến thắng Thế Chiến II |